# Joncherey
Joncherey es una comuna francesa situada en el departamento del Territorio de Belfort, de la región de Borgoña-Franco Condado.
Los habitantes se llaman  Joncherois.

## Geografía
Está ubicada a 16 km al sureste de Belfort, cerca de la frontera con Suiza.

## Historia
El 2 de agosto de 1914, fue en Joncherey donde se mató a las dos primeras víctimas de la Primera Guerra Mundial, el cabo francés Jules André Peugeot y el subteniente alemán Albert Mayer. Un monumento a la memoria del soldado francés se halla en ese lugar.

## Demografía
| 783 | 981 | 1 100 | 1 263 | 1 300 | 1 314 | 1 366 | 1 305 | 1 353 |
| Para los censos de 1962 a 1999 la población legal corresponde a la población sin duplicidades (Fuente: INSEE [Consultar]) |     |       |       |       |       |       |       |       |